# دهه ۱۲۷۰ (خورشیدی)
دهه ۱۲۷۰ صد و بیست و هفتمین دهه تقویم هجری خورشیدی است.